# Faustina la Menor
Annia Galeria Faustina o Faustina la Menor (125/130-175) fue la hija pequeña del emperador romano Antonino Pío y Faustina la Mayor, esposa de Marco Aurelio, y madre de mellizos Cómodo, Antonino y Galeria Lucila.  Antonino murió a los cuatro años.
Adriano inicialmente la comprometió con Lucio Vero, pero Antonino prefirió a su primo Marco Aurelio en 139; se casaron en 145. Se convirtió en  Augusta al año siguiente.

## Biografía
Se decía que tenía una personalidad alegre, aunque la tardía y poco veraz Historia Augusta arremete contra ella, y cuenta historias de adulterios con marineros y gladiadores, sugiriendo que Cómodo era hijo de un gladiador para explicar su pasión por el combate en el circo. También se decía que Faustina se había lavado con la sangre de un gladiador muerto antes de yacer con Aurelio.
Faustina acompañó a Aurelio en la campaña del norte de los años 170-174 y después en la del este, donde murió (175). Aurelio la dedicó un templo, la consagró como diva y fundó un establecimiento de caridad para huérfanas en su honor: la segunda Puellae Faustinianae, siguiendo el ejemplo de su padre adoptivo Antonino Pío, que al fallecer su esposa Faustina la Mayor, había realizado una fundación en memoria suya. En sus Meditaciones, Aurelio da las gracias a los dioses por tener una esposa "de tales cualidades: tan obediente, tan cariñosa, tan sencilla".
Los Baños de Faustina en Mileto se llaman así en su honor.

## Matrimonio y descendencia

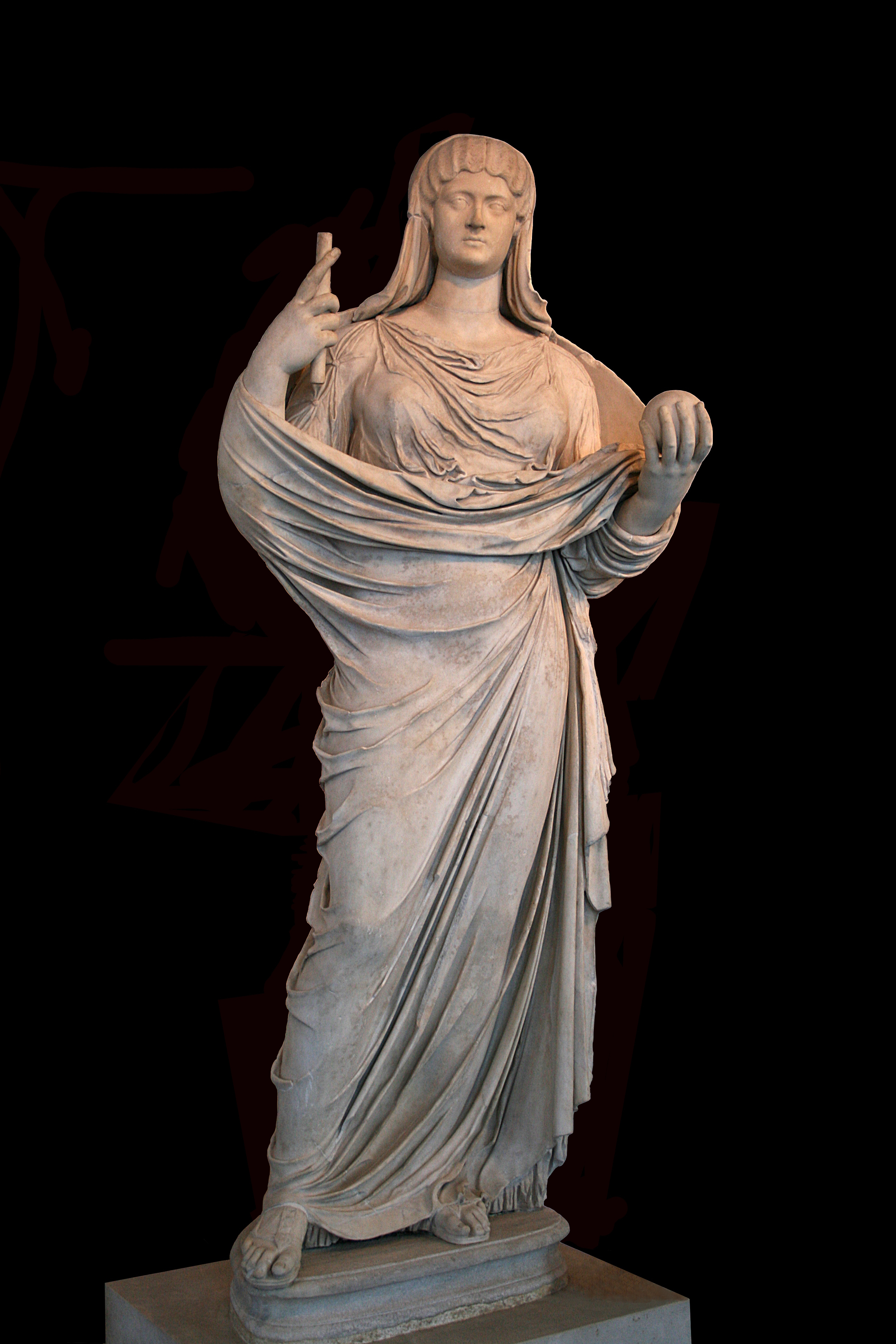
Faustina la Menor (165 AD) - Palazzo Massimo alle Terme, Roma.

Faustina la Menor contrajo matrimonio con Marco Aurelio en 145 y durante sus treinta años de matrimonio, Faustina dio a luz a trece niños, de los cuales solo un varón y cuatro mujeres sobrevivieron a su padre:
- Annia Aurelia Galeria Faustina (147-165)
- Antonino, mellizo de Lucila (muerto alrededor de 150)
- Annia Aurelia Galeria Lucila (148/50-182), casada con el coemperador de su padre, Lucio Vero
- Tito Elio Antonino (nacido en 150-fallecido antes del 7 de marzo de 161)
- Tito Elio Aurelio (nacido en 150-fallecido antes del 7 de marzo de 161)
- Adriano (nacido en 152-fallecido antes del 7 de marzo de 161)
- Domicia Faustina (nacida en 150-fallecida antes del 7 de marzo de 161)
- Aurelia Fadila (nacida en 159-fallecida antes de 192)
- Annia Cornificia Faustina la Menor (nacida en 160-fallecida durante el reinado del emperador Caracalla (211–217)
- Tito Aurelio Fulvo Antonino (161-165)
- Lucio Aurelio Cómodo Antonino, que posteriormente se convertiría en emperador (161–192)
- Marco Annio Vero César (162-169)
- Vibia Aurelia Sabina (170-fallecida antes de 217)